# Hot swapping
Hot swap ou Hot swapping (A tradução literal é Troca quente) é a capacidade de retirar e de substituir componentes de uma máquina, normalmente um computador, enquanto opera (ou seja não é necessário reiniciar o computador).
A tecnologia hot-swap presente em disco rígido e em controladoras SCSI permite que a troca de um disco defeituoso possa ser feita com o sistema operativo em execução.
Os exemplos mais comuns são os dispositivos USB e FireWire tais como: mouse, teclado, impressoras e pen drive. Normalmente exige software do tipo "Ligar e Usar" (Plug-and-Play).
Os discos RAID, de maior nível, são hot-swap, ou seja um disco com falha pode ser removido ou substituído sem perda de dados ou interrupções do servidor graças a controladora de hardware RAID e o carregador de disco. Com o hot-swap RAID, o sistema continua operando, enquanto o conteúdo do disco avariado é reconstruído em um disco sobressalente, usando informação redundante ou paridade.